# 琼中柯
琼中柯（学名：Lithocarpus chiungchungensis）为壳斗科柯属的植物，是中国的特有植物。分布于中国大陆的海南等地，生长于海拔800米的地区，常生长在山地常绿阔叶林中，目前尚未由人工引种栽培。